# Espartignac
Espartignac  (Espartinhac auf Okzitanisch) ist eine französische Gemeinde mit 409 Einwohnern (Stand 1. Januar 2022) im Département Corrèze in der Region Nouvelle-Aquitaine. Die Gemeinde ist Mitglied des Gemeindeverbandes Pays d’Uzerche. Die Einwohner nennen sich Espartignacois(es).

## Geografie
Die Gemeinde liegt im Zentralmassiv am Fuße des Plateau de Millevaches linksseitig am Oberlauf der Vézère, in die an der nördlichen Gemeindegrenze der Rujoux einmündet.
Tulle, die Präfektur des Départements, liegt ungefähr 25 Kilometer südöstlich, Brive-la-Gaillarde etwa 35 Kilometer südwestlich und Uzerche rund 4 Kilometer leicht nordwestlich.
Der Ort liegt etwa vier Kilometer von der Abfahrt 45 der Autoroute A20 entfernt.
Nachbargemeinden von Espartignac sind Eyburie im Norden, Pierrefitte im Nordosten, Saint-Jal im Osten, Lagraulière im Südosten, Perpezac-le-Noir im Süden, Vigeois im Südwesten sowie Uzerche im Westen und Nordwesten.

## Geschichte
Der Name Espartinac kommt aus dem keltisch-römischen Sprachraum und bezeichnet das Gehöft (keltisches Suffix: -acum) und den Besitzer dieses Anwesens Spartinius, das Gehöft des Spartinius. Die Kirche Saint Martial ist seit dem 11. Jahrhundert bekannt.
Jedoch lassen sich im Gebiet um Espartignac herum schon Besiedlungsspuren aus vorgeschichtlicher Zeit nachweisen, dazu zählt auch der Dolmen La Maison du Loup als Zeuge der Epoche der Megalithkultur. Dazu gehörte auch eine hier vorbeiführende "Fernstraße" aus der Bronze- und Eisenzeit zwischen dem Atlantik und dem Mittelmeer, die bis ins Mittelalter genutzt wurde und hier die Vézère überquerte.

## Einwohnerentwicklung
| Jahr      | 1962 | 1968 | 1975 | 1982 | 1990 | 1999 | 2007 | 2016 |
| Einwohner | 353  | 326  | 321  | 344  | 342  | 385  | 381  | 440  |

## Sehenswürdigkeiten
- Brunnen Saint Martial, La Fontaine Saint-Martial, Quelle seit dem 3. Jahrhundert bekannt, als Martial von Limoges die Region missionierte.
- Romanische Kirche Saint-Martial aus dem 13. und 14. Jahrhundert
- Dolmen La Maison du Loup, seit 1989 als Monument historique klassifiziert[3].
- Reste des befestigten Schlosses Château-la-Blanche aus dem Mittelalter, seit 1993 als Monument historique klassifiziert[4].